# F. Orlin Tremaine
Pour les articles homonymes, voir Tremaine.
F. Orlin Tremaine (né le 7 janvier 1899, décédé le 22 octobre 1956 ) est un éditeur de science-fiction américain et un auteur de nouvelles.
F. Orlin Tremaine fut le second éditeur du magazine de science-fiction Astounding Science Fiction en 1933, racheté par Street and Smith après la banqueroute de William Clayton. Tremaine resta éditeur jusqu'en 1937, puis céda sa place à John W. Campbell, Jr.. Lorsqu'il quitta Astounding, Tremaine était Directeur éditorial de Street and Smith depuis une année. Il fonda ensuite sa propre entreprise et publia un magazine de science-fiction qui ne connut que quelques numéros : Comet Stories. Avant d'être éditeur pour Astounding, Tremaine avait travaillé comme éditeur dans de nombreux autres magazines comme Brain Power (1921-1924) et True Story (1924). F. Orlin Tremain écrivit également quelques nouvelles sous un pseudonyme : Orlin Frederick.
Les cinquante numéros d'Astounding parus sous la direction de Tremaine firent de la revue l'un des magazines de science-fiction les plus importants de l'époque et permirent de lancer la carrière d'auteurs comme Lyon Sprague de Camp et Eric Frank Russell.